# 枋寮 (新竹縣)
枋寮，原寫為枋藔，是臺灣新竹縣新埔鎮的一個傳統地域名稱，位於該鎮西部。相較於今日行政區，其範圍大致包括上寮里、下寮里。
褒忠亭義民廟位於本地區中部偏西，是全台義民信仰的重鎮。

## 歷史
台灣清治末期至日治初期，枋寮地區為一街庄，稱為「枋藔庄」，隸屬於竹北二堡。該庄西北邊一小段與鳳山崎庄為鄰，北與坪頂埔庄、糞箕窩庄為鄰，東與太平窩庄為鄰，東南邊一小段與旱坑仔庄為界，南邊及西南邊鳳山溪與犁頭山庄、番仔陂庄為界。
1901年（日治明治三十四年）11月，全台廢縣廳改設二十廳，該庄隸屬於新竹廳。1909年（明治四十二年）10月，合併二十廳為十二廳，該庄隸屬不變。1920年（大正九年），廢十二廳改設五州二廳，該庄改制並雅化為「枋寮」大字，隸屬於新竹州中壢郡新埔庄，大字下有「上枋寮」、「下枋寮」、「燒炭窩」小字名。1941年，新埔庄升格為新埔街。
戰後新埔街改制為新埔鎮，隸屬於新竹縣，大字亦改制為里。1950年桃、竹、苗分治，新埔鎮隸屬不變。

## 交通
縣道117號是新豐埔和至香山內湖的道路，大致以東北－西南走向轉西北西－東南東走向自枋寮地區西部進入，其後轉向南蜿蜒行至下排子再轉向東南，至義民廟前轉向南過鳳山溪橋後離境。由其西北端向東北可前往老湖口、湖口、新豐後湖並止於省道台15線路口，由其南端向南轉西南可前往六家、埔頂、新竹市區、香山等地。
鄉道竹14線是下枋寮至新埔的道路，其西側端點位於本地區西部鳳山溪橋。由此向東北轉東南可前往新埔市區並止於縣道118號路口。鄉道竹14線自下排子至義民廟前與縣道117號共線。

## 學校
- 枋寮國小

## 文化資產
- 新埔褒忠亭（義民廟，縣定古蹟）
- 新埔上枋寮劉宅